# Port Jackson
Port Jackson (ook bekend als Sydney Harbour) is de natuurlijke haven van de Australische stad Sydney. De haven is een inham van de Tasmanzee (een deel van de zuidelijke Stille Oceaan). Het is ook de locatie van het bekende Sydney Opera House en van de Sydney Harbour Bridge die Port Jackson overspant. De haven is ook de thuisbasis van de eerste Europese nederzettingen door James Cook in 1770. Port Jackson is dan ook steeds een belangrijke rol blijven spelen in de geschiedenis en de groei van Sydney.
Er worden jaarlijks evenementen georganiseerd in en rondom de haven zoals het vuurwerk op oudejaarsavond en de start van de Sydney to Hobart Yacht Race.

## Geografie
Port Jackson is een ondergelopen riviervallei van 55 km² en een lengte van 19 kilometer. De riviermonding heeft een volume bij hoog water van om en bij de 562 miljoen kubieke meter. De kustlijn van Port Jackson is 317 kilometer lang. In Port Jackson liggen enkele eilanden, waaronder Shark Island, Clark Island, Fort Denison, Goat Island, Cockatoo Island, Spectacle Island, Snapper Island en Rodd Island. Enkele andere voormalige eilanden (Bennelong Island, Garden Island en Berry Island) zijn door landaanwinning inmiddels verbonden met het vasteland.
Ten zuiden van Port Jackson ligt de Cumberland Plain, en ten noorden van de haven ligt het heuvelachtige Hornsby Plateau, dat een hoogte heeft van ongeveer 200 meter.

## Geschiedenis
Voor de komst van de Europeanen werd het gebied rond Port Jackson door Aborigines bewoond. In 1770 bezocht James Cook, luitenant van de Britse marine, de baai op zijn eerste reis naar de Zuidzee. Hij vernoemde de baai naar Sir George Jackson Duckett. In Cooks logboek schreef hij het volgende: "des middags bevonden we ons op 2 a 3 zeemijl van het vasteland en dwars op een baai of haven waarin het veilig lijkt om voor anker te gaan deze plaats heb ik Port Jackson genoemd". 18 jaar later op 26 januari 1788 arriveerden enkele schepen van de Britse vloot met ongeveer 1000 mensen, waarvan driekwart gevangenen, in Port Jackson. Zij stichtten hier de eerste Europese nederzetting van Australië en vernoemden de plaats naar Lord Sydney. De Amerikaanse vloot bereikte Port Jackson in augustus 1908 onder opdracht van president Theodore Roosevelt. In 1938 werd de haven voor het eerst gebruikt als landingsplaats voor watervliegtuigen wat het de eerste internationale luchthaven van Sydney maakte.

#### Slag van Sydney Harbour
In 1942 werd er een anti-onderzeeërnet gehangen aan de ingang van de haven om deze te beschermen tegen torpedo's en duikboten. In de nacht van 31 mei op 1 juni 1942 voeren er drie Japanse dwergduikboten de haven van Sydney in en wisten de netten te vermijden. Twee ervan werden onderschept en aangevallen alvorens ze de binnenhaven bereikten en hebben zich dan vrijwillig laten zinken. De derde duikboot deed een poging om USS Chicago te torpederen maar in plaats daarvan raakte hij een ferryboot waarbij 21 zeelieden om het leven kwamen. Deze dwergduikboot is pas terug gevonden in 2006 door amateur scubaduikers net buiten de haven. Het anti-onderzeeërnet werd na de Tweede Wereldoorlog weggehaald. Men kan de commandotoren van een van de dwergonderzeeërs gaan bezichtigen in Royal Australian Navy Heritage Centre in Sydney.

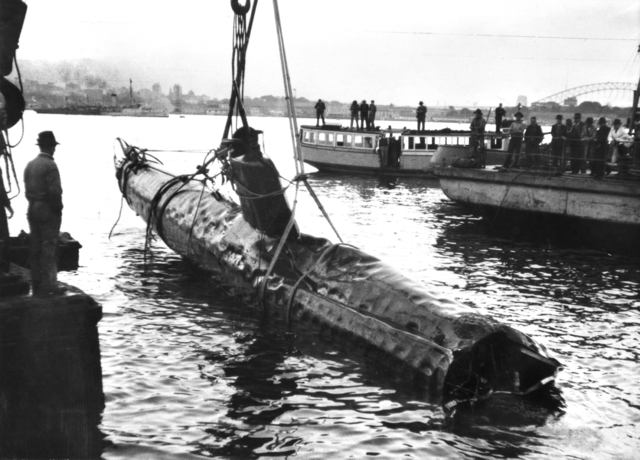
Een Japanese Ko-hyoteki klasse onderzeeër opgevist uit Taylor's Bay op 1 Juni 1942

## Cruiseterminals
Permanente cruiseterminals bevinden zich bij de Overseas Passenger Terminal bij Circular Quay, Sydney Cove en bij White Bay. De evolutie van de White Bay terminal kwam er na dat de Darling Harbour Terminal sloot om ruimte te maken voor de ontwikkelingen van Barangaroo een nieuwe wijk en leefbuurt.

## Maritiem transport
Sydney ferry's varen van Circular Quay naar Manly, Mosman, Taronga Zoo, Watsons Bay, Rose Bay, Barangaroo, Balmain, Parramatta, Milsons Point en vele andere bestemmingen.
Om niet afhankelijk te zijn van vaste uren en specifieke routes zijn er ook watertaxi's en waterlimousines nemen. Er zijn ook toeristische rondvaarten en walvisexcursies.